# ويليام هاي (لاعب كريكت)
ويليام هاي (بالإنجليزية: William Hay)‏ (21 يناير 1849 في الإمبراطورية الرومانية - 3 مارس 1925 في المملكة المتحدة) هو لاعب كريكت بريطاني (وحمل سابقاً جنسية المملكة المتحدة لبريطانيا العظمى وأيرلندا).

## وصلات خارجية
- ويليام هاي على موقع إي آس بي آن كريك إنفو (الإنجليزية)